# Dorcopsulus macleayi
Dorcopsulus macleayi — вид родини Кенгурових. 

## Етимологія
Вид названо на честь сера Вільяма Маклея (англ. William John Macleay, 1820–1891), австралійського політика і натураліста. 

## Поширення
Вид живе у пагорбових та низьких гористих районах південно-східної Нової Гвінеї у первинних і порушених вологих тропічних лісах. Самиці народжують одне-два маля. 

## Загрози та охорона
Немає серйозних загроз для цього виду. Локально йому загрожує полювання на продовольство. Вид зустрічається в охоронних районах.